# Ивачков
Ивачков (укр. Івачків) — село в Здолбицкой сельской общине Ровненского района Ровненской области Украины.
До 2020 года входило в Здолбуновский район.
Население по переписи 2001 года составляло 1000 человек. Почтовый индекс — 35722. Телефонный код — 3652. Код КОАТУУ — 5622683805.